# Xènia Pérez Almiñana
Xènia Pérez Almiñana (Sitges, 28 d'octubre de 2001) és una futbolista catalana.
Defensa, s'inicià a la pràctica del futbol al Club de Futbol Suburense de Sitges i en categoria infantil s'integrà dins del planter del Reial Club Deportiu Espanyol. Jugà amb l'equip filial durant dues temporades (2018-20) i debutà amb el primer equip el novembre de 2019 a la Lliga femenina. L'estiu de 2022 fitxà pel Club Atlético de Madrid per tres temporades, assolint un paper més protagonista la temporada 2023-24.